# Iglesia de San Juan Bautista (Abalcisqueta)
La iglesia de San Juan Bautista es un inmueble de la localidad española de Abalcisqueta, en la provincia de Guipúzcoa.

## Descripción
El edificio se encuentra en la localidad española de Abalcisqueta, perteneciente a la provincia de Guipúzcoa, en la comunidad autónoma del País Vasco. Se menciona como iglesia parroquial del lugar en el Diccionario histórico-geográfico-descriptivo de los pueblos, valles, partidos, alcaldías y uniones de Guipúzcoa (1862) de Pablo de Gorosábel, donde aparece descrita con las siguientes palabras:

La iglesia es de la advocacion de San Juan Bautista, cuyo patronato corresponde á la misma villa: pero la administracion de los frutos primiciales se desempeña por una junta compuesta del alcalde, rector y mayordomo de fábrica. Se halla servida por un rector y dos beneficiados; de los cuales aquel es de presentacion de los propietarios de casas de la jurisdiccion, y los segundos lo son de su magestad ó del rector en sus respectivos meses.
(Gorosábel, 1862, p. 1)